# Zwergmöwe

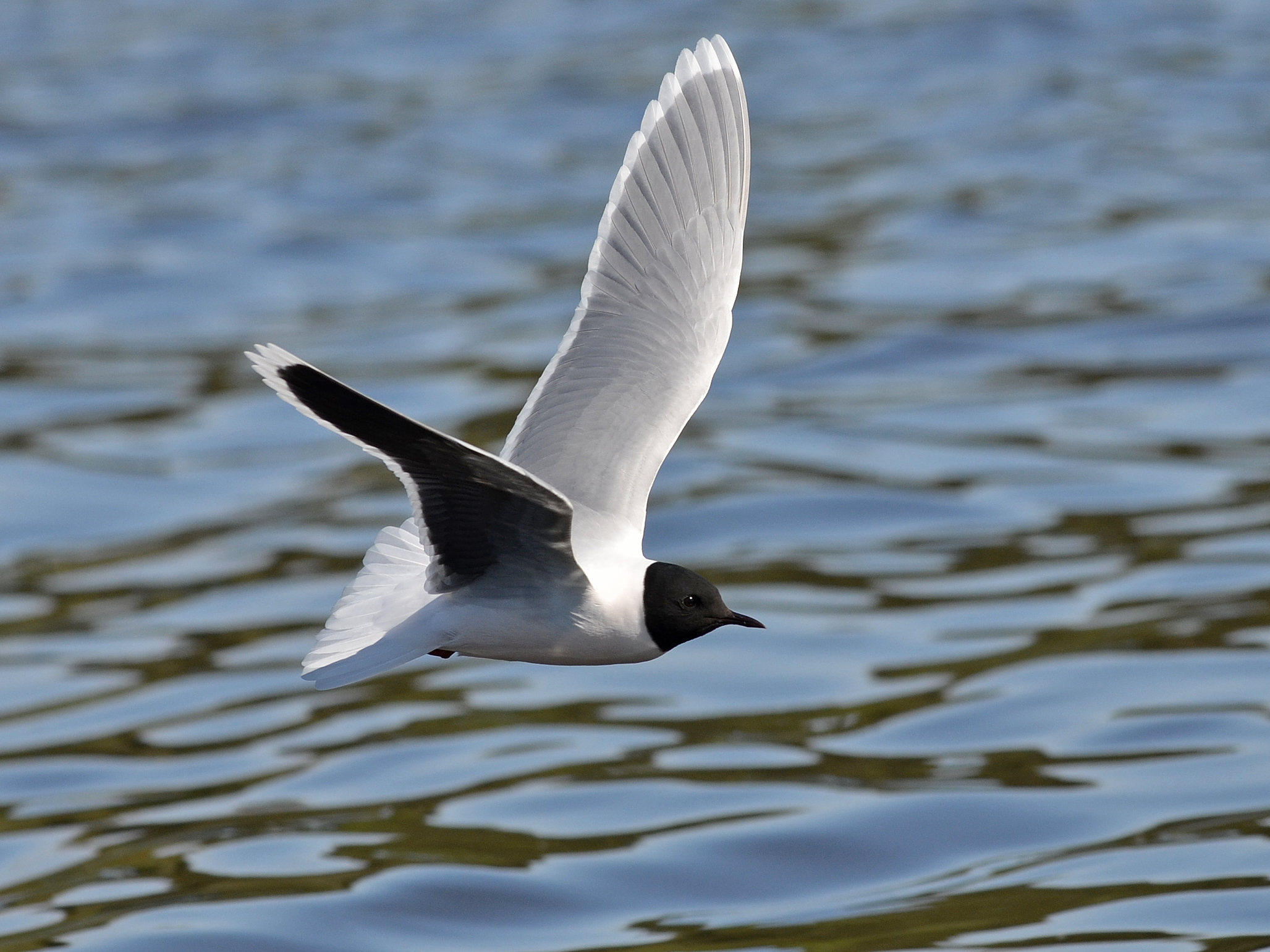
Adulter Vogel im Flug. Ein schwarzes Handschwingenmuster fehlt, die Flügelunterseite ist dunkel.

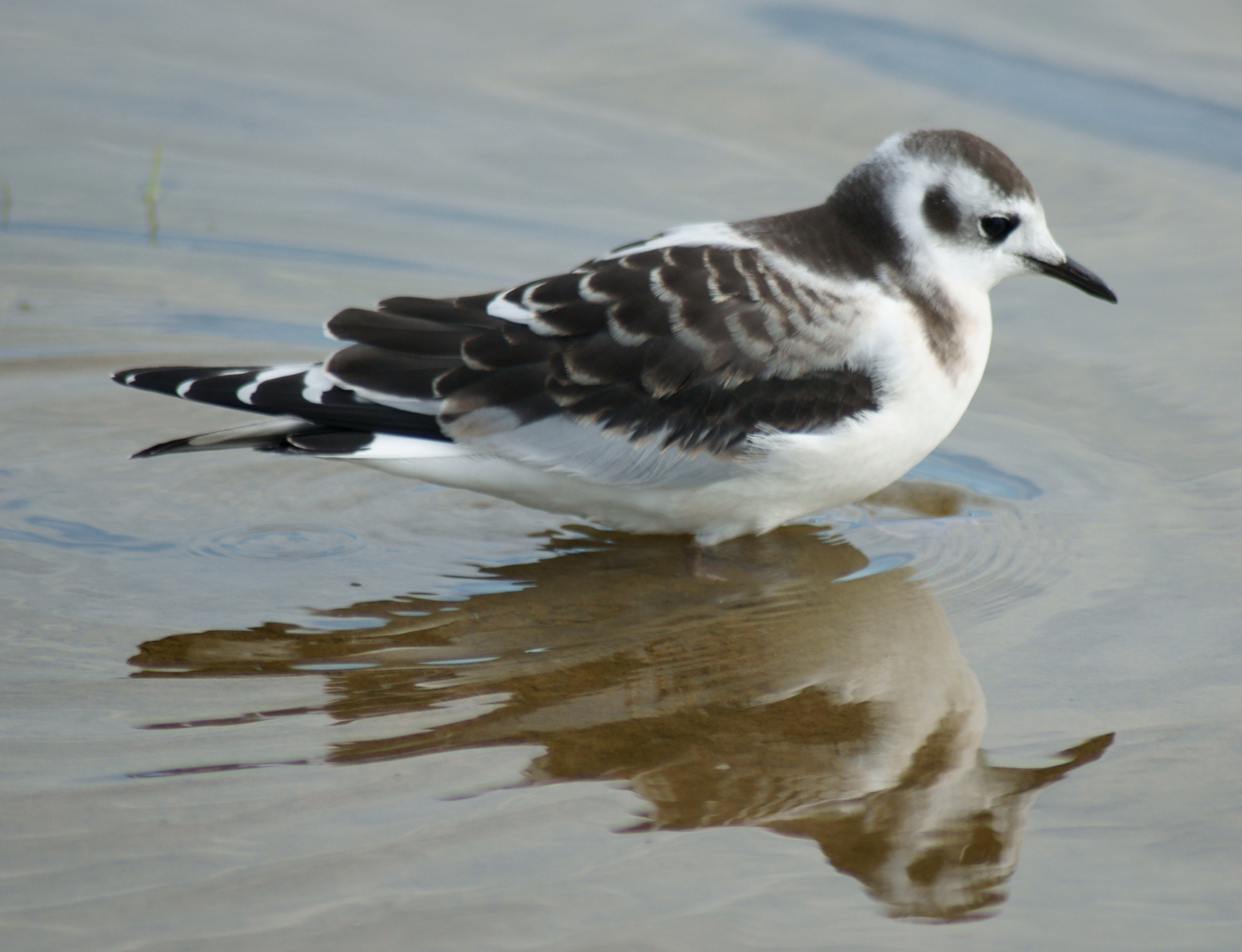
Zwergmöwe im Jugendkleid

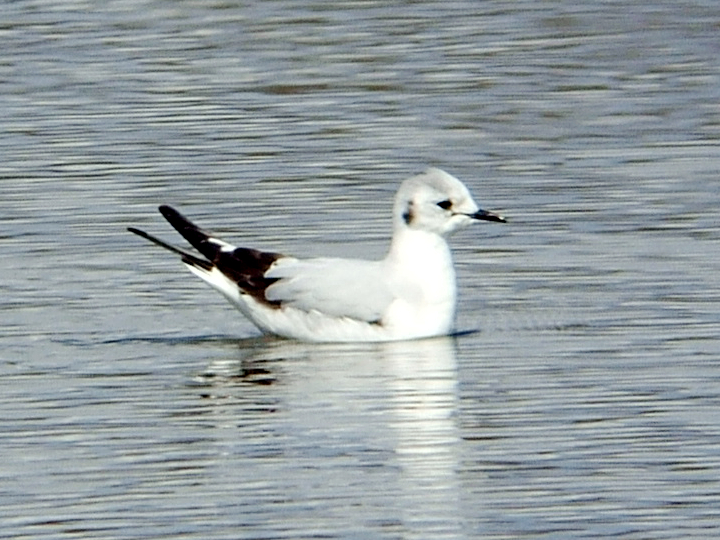
Zwergmöwe im ersten Winter

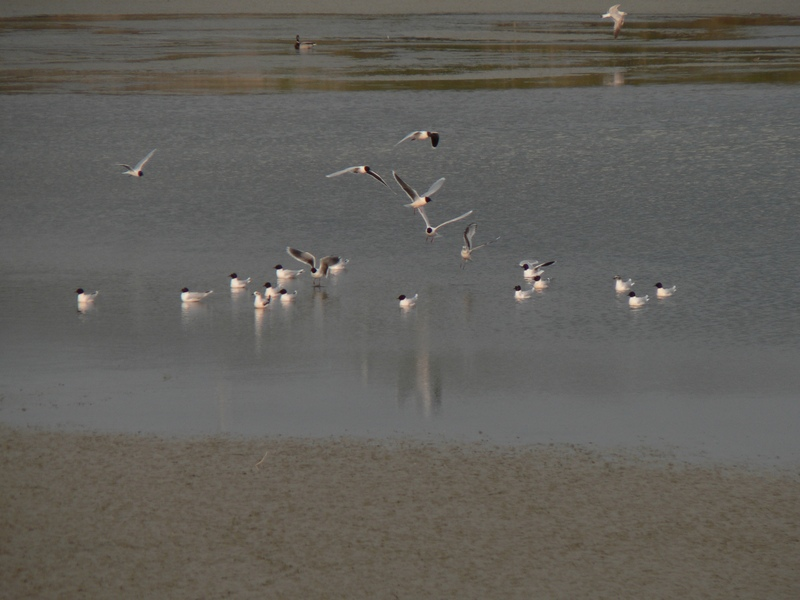
Rastende Zwergmöwen

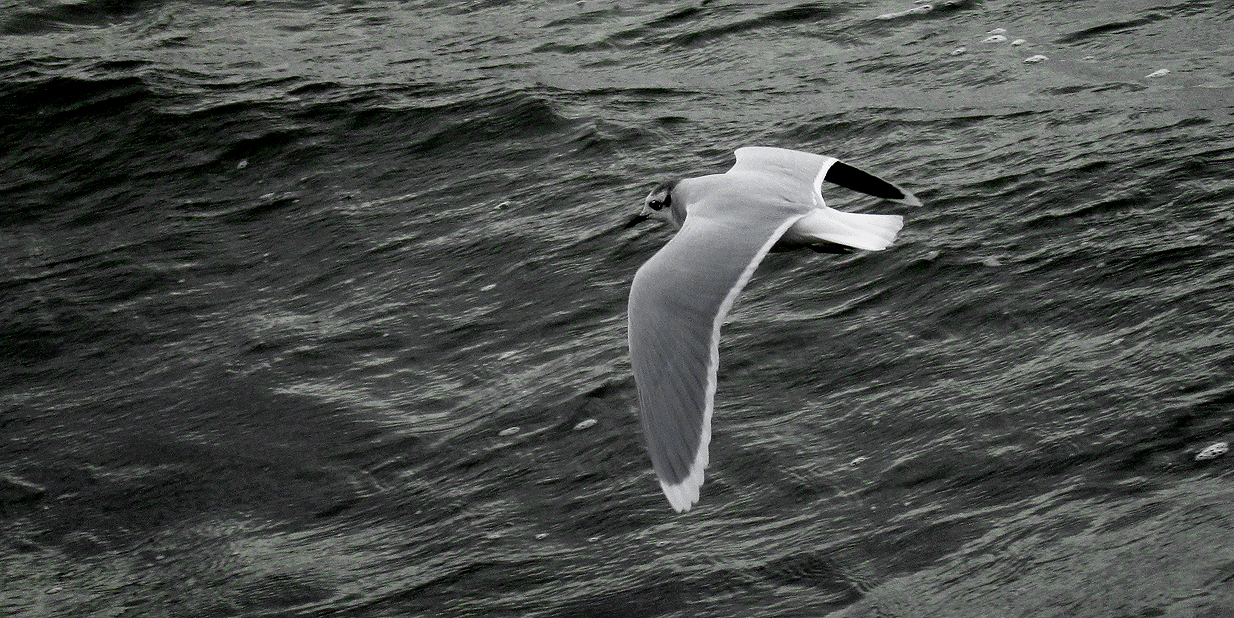
Zwergmöwen überwintern auf dem offenen Meer. Hier ein adulter Vogel im Schlichtkleid.

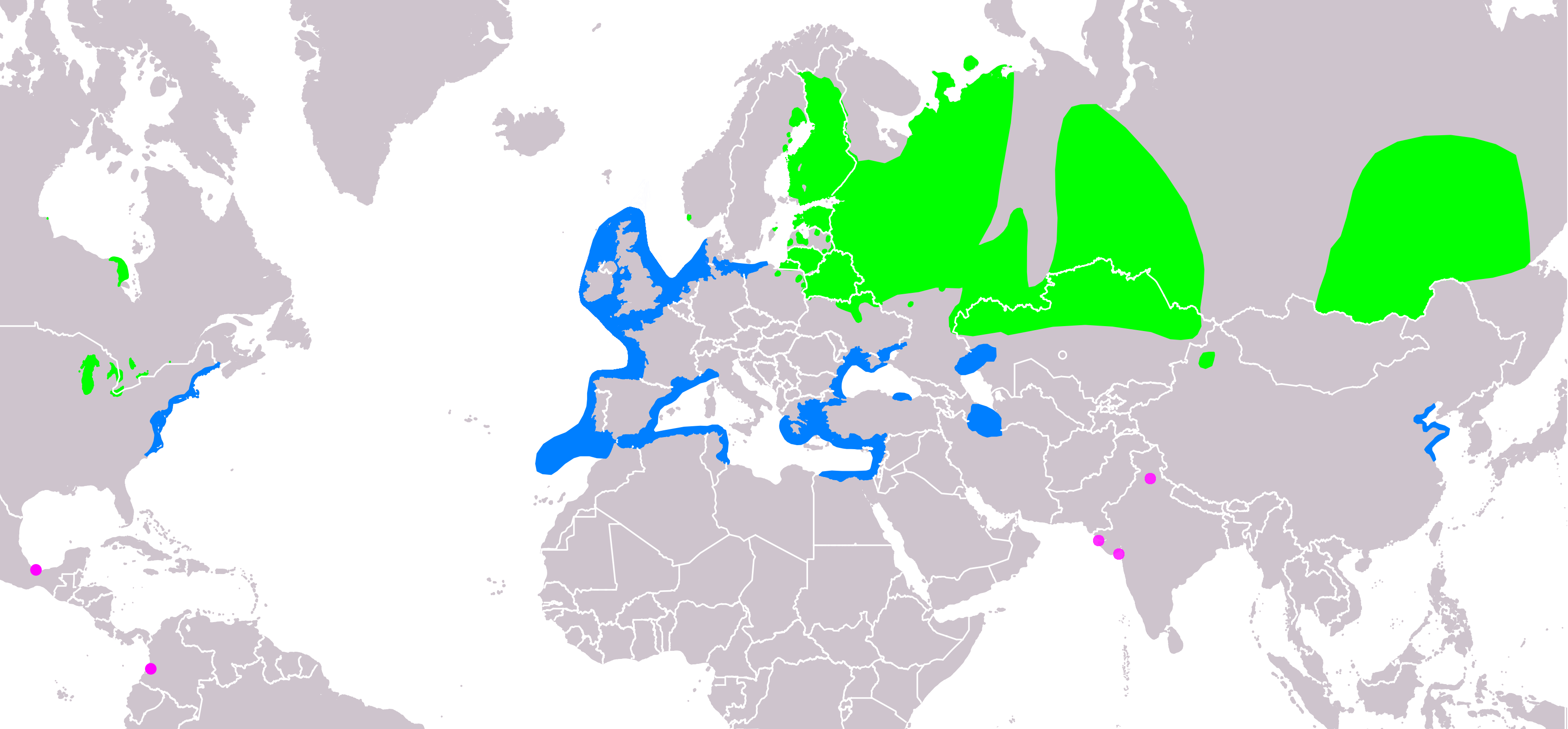
Verbreitung der Zwergmöwe:
Brutgebiete
Überwinterungsgebiete
Streifzüge (Saisonalität unsicher)

Die Zwergmöwe (Hydrocoloeus minutus, Syn.: Larus minutus) ist die kleinste Art der Möwen. Das stark zergliederte Brutgebiet reicht von Skandinavien und der südlichen Nordsee über Osteuropa bis ins Westsibirische Tiefland, wo die Art ihren Verbreitungsschwerpunkt hat, sowie bis nach Transbaikalien. In der Nearktis konnte sie seit den 1960er Jahren eine kleine Population im Bereich der Großen Seen und nördlich davon etablieren.
Während die Zwergmöwe an Binnenseen und Sümpfen brütet, wo sie sich oft Kolonien von Seeschwalben oder Lachmöwen anschließt, ist sie außerhalb der Brutzeit auf dem offenen Meer zu finden. Die Hauptüberwinterungsgebiete reichen von der Ostsee westwärts bis in den Atlantik, südwärts bis Nordwestafrika und über den Mittelmeerraum bis zum Kaspischen Meer. Auf dem Zug kann die Art vielerorts an der Küste und an Binnengewässern auftreten. Zur Brutzeit ernährt sie sich vorwiegend von Insekten, im Winterhalbjahr von Fischen und anderen Meerestieren.

## Beschreibung
Die Zwergmöwe ist mit einer Körperlänge von 25–27 cm und einer Spannweite von 75–80 cm die kleinste Möwe und etwa um ein Drittel kleiner als eine Lachmöwe. Das Gewicht liegt bei adulten Männchen zwischen 82 und 127 g, bei Weibchen zwischen 68 und 113 und bei einjährigen Vögeln zwischen 66 und 121 g. Die Geschlechter lassen sich am Gefieder nicht unterscheiden. Junge Zwergmöwen sind nach zwei Jahren, also im dritten Kalenderjahr ausgefärbt. Die Art ist monotypisch.
Im Flug erinnert die Zwergmöwe an eine Seeschwalbe der Gattung Chlidonias oder an eine Nachtschwalbe. Oft fliegt sie mit lebhaften Flügelschlägen im teils taumelnden, teils hüpfend wirkenden Suchflug relativ dicht über der Wasseroberfläche. Bei adulten Vögeln wirkt die Flügelspitze abgerundet, bei Vögeln im ersten Lebensjahr spitz. Der sitzende Vogel wirkt aufgrund der kurzen Beine oft kleiner, als er ist. Der verhältnismäßig große Kopf ist sehr rundlich, der in allen Kleidern schwarze Schnabel kurz und schmal, was der Art ein „niedliches“ Aussehen gibt.
Im Prachtkleid sind Kopf und Hals schwarz. Der Rücken und die Oberseite der Flügel sind hellgrau, der übrige Rumpf und der Schwanz sind weiß.  Die Unterseite kann eine zartrosa Tönung aufweisen. Die Schwingen sind oberseits hellgrau, auf der Unterseite schwarzgrau und zeigen ein schmales weißes Endband. Der Schnabel ist dunkel rötlichbraun und wirkt auf Entfernung schwarz. Die Iris ist dunkel, die Beine sind mattrot.
Im Schlichtkleid ist der Kopf überwiegend weiß und zeigt nur einen schwarzen Ohrfleck sowie einen schwärzlichen Oberkopf. Der Schnabel ist schwarz, die Beine sind blassrosa.
Im Jugendkleid entspricht die Kopfzeichnung dem Schlichtkleid mit dunklem Scheitel und dunklen Ohrdecken, ist jedoch oft ausgedehnter und bräunlicher. Nacken, Halsseiten und vorderer Rücken sind ebenfalls schwarz, wobei die Rückenfärbung keilförmig nach hinten auf dem sonst weißen Rücken ausläuft und das Nackenband verwaschen bis auf die Brustseiten reichen kann. Die schwarzbraunen Schulter- und Schirmfedern zeigen weißliche Säume, die den hinteren Teil der Oberseite quergebändert wirken lassen. Die beiden Oberflügel zeigen, optisch verbunden durch das Rückenmuster, auf hellgrauem Grund eine schwarze W-förmige Zeichnung, die vom dunklen Armdeckenfeld und dem überwiegen schwarzen, äußeren Handflügel gebildet wird. Der Unterflügel ist weiß mit dunklen Spitzen und Außenfahnen auf den äußeren Handschwingen. Die Armschwingen sind dunkel mit hellen Rändern und Spitzen und formen ein unterbrochen dunkles, subterminales Band. Bürzel und Oberschwanzdecken sind wie auch der größte Teil der Unterseite weiß. Der ebenfalls weiße Schwanz zeigt eine schwarze Endbinde. Schnabel und Orbitalring sind schwarz, die Beine gräulich rosa.

## Stimme
Die Rufe der Zwergmöwe (Hörbeispiel) sind hell, oft ein wenig nasal und erinnern an die der Trauerseeschwalbe. Der Hauptruf ist ein gedämpftes, kurzes ke oder kie, das oft zweisilbig und etwas lauter als lange, variierende Rufreihe vorgetragen wird, die etwa ki-ki ki-ki ki… oder tikä tikä tikä… lauten kann.  Alarmrufe sind oft ein wenig tiefer und können an Dohlenrufe erinnern. Bei Gefahr durch Bodenfeinde ist ein hohes ki-uh oder kli-äh zu vernehmen, während der Angriffsruf hart und schnarrend ist.

## Verbreitung
Das disjunkte Brutgebiet der Zwergmöwe reicht von Mitteleuropa, wo die Vorkommen zerstreut und unbeständig sind, in drei größeren Teilarealen ostwärts durch die Paläarktis. Sie werden unterbrochen durch den Ural und das Mittelsibirische Bergland. Zudem brütet die Art in der Nearktis im Bereich der Großen Seen und nördlich davon.
Brutvorkommen in Mitteleuropa liegen sehr zerstreut und sind meist recht instabil. Da die Art vielerorts in größeren Zahlen übersommert, kommt es immer wieder zu Brutversuchen und Neuansiedlungen. In kleineren Zahlen brütet die Art in Südostschweden und Dänemark, seit den 1980er Jahren in den Niederlanden und Deutschland sowie seit den 1990er Jahren in Norwegen. Brutversuche gab es in England.
Das erste von drei geschlossenen Teilarealen beginnt im nordöstlichen Schweden und Nordostpolen und reicht über Mittel- und Südfinnland, das Baltikum, Russland und Belarus ostwärts bis zum Ural. Die Nordgrenze verläuft in Russland etwa vom Ladogasee über Nördliche Dwina und Kama zum Ural. Die Südgrenze verläuft etwa auf Höhe von Moskau und etwas südlich davon, wobei zerstreute Vorkommen noch bis zum Asowschen Meer reichen.
Der Verbreitungsschwerpunkt liegt im Westsibirischen Tiefland, wo die nördliche Grenze etwa bei 64° N durch die Sumpfzone der Taiga, die Südgrenze bei etwa 48° N durch die Wüstensteppe in Kasachstan verläuft. Übersommerer finden sich teils auch noch weiter nördlich im Bereich der Waldtundra im Süden der Taimyrhalbinsel.
Ein weiteres Teilareal findet sich im Süden der Mitteljakutischen Niederung und östlich des Baikalsees. Zerstreute Vorkommen gibt es teils auch noch weiter östlich bis Transbaikalien, wo bislang aber nur Brutverdacht bestand.
Mindestens seit 1962 brütet die Art auch in der Nearktis, wo bis 1989 67 Bruten im Bereich der Großen Seen und des Sankt-Lorenz-Stroms, im südlichen Minnesota sowie in den Niederungen an der Hudson Bay und der James Bay nachgewiesen wurden. In den 1990er Jahren gab es keine Brutnachweise. Die Zahl der Überwinterer lässt aber auf ein beständiges Brutvorkommen schließen.

## Lebensraum
Die Zwergmöwe brütet vorwiegend an eutrophen Flachseen, seltener auch an tieferen, meso- oder oligotrophen Gewässern, an Fischteichen, Altwassern, Flussschleifen oder in feuchten Wiesen. In Mitteleuropa und an der Hudson Bay werden auch Brackwassersümpfe angenommen. In Finnland lag ein Brutplatz in einem Strangmoor.
Wichtig für Koloniestandorte sind mindestens zu Brutzeitbeginn offene Wasserflächen, für Bodenfeinde schwer zugängliche Uferstrukturen oder Inselchen und eine als Neststandort geeignete Schwimm- oder Ufervegetation, die beispielsweise aus Krebsschere, Wasserschwaden, Rohrkolben, Teichbinsen, Binsenschneide oder Halophyten bestehen kann. Die Art schließt sich immer Kolonien von Lachmöwen oder Seeschwalben an.
In den Winterquartieren lebt die Zwergmöwe vorwiegend semipelagisch in plankton- und fischreichen Schelfmeeren. Sie schläft teils auf dem offenen Meer und ist eher selten in Küstennähe zu finden. In der Nearktis überwintert sie aber auch an der Küste und an großen Binnengewässern. Auf dem Zug kann sie an vielen größeren Binnengewässern und in Flusslandschaften auftreten.

## Ernährung
Die Zwergmöwe ernährt sich zur Brutzeit vornehmlich von Insekten, die sie überwiegend in Flugjagd erbeutet. Im Unterschied zu anderen Möwen und Seeschwalben mit ähnlicher Ernährungsweise fängt sie auch sehr kleine Insekten wie Stech- oder Zuckmücken, die nur wenige Zentimeter über der Wasseroberfläche fliegen, aber auch größere Beutetiere bis hin zu Großlibellen zählen zum Nahrungsspektrum. Den überwiegenden Anteil machen meist Kleinlibellen, Köcherfliegen und Mücken aus. Seltener werden Wasserwanzen, aquatisch lebende Käferarten, Libellen- oder Mückenlarven aus dem Wasser gefangen. Vor allem auf dem Zug und zu insektenärmeren Zeiten wird das Nahrungsspektrum durch kleine Fische, Würmer, Weichtiere oder anderes ergänzt. Diese machen aber meist nur einen kleinen Teil aus. Am Südrand der paläarktischen Verbreitung können Salinenkrebse eine bedeutende Rolle spielen.
In den Winterquartieren ernährt sich die Art vermutlich überwiegend bis ausschließlich von kleinen, oberflächennah schwimmenden Fischen, wie beispielsweise dem Stint. Am Kaspischen Meer korreliert ihr Auftreten offenbar häufig mit dem der Tyulka-Sardine.

## Fortpflanzung

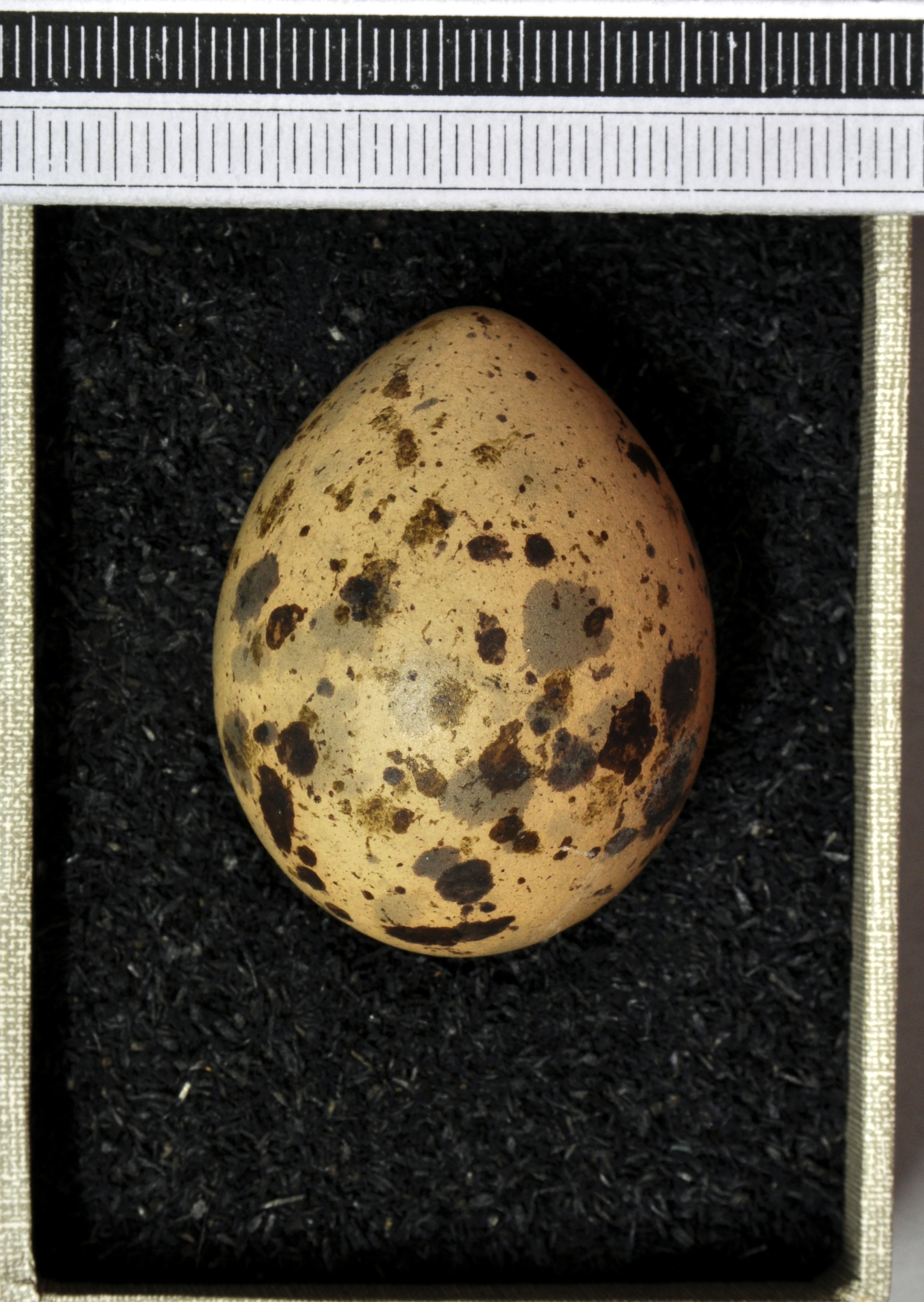
Gelege, Sammlung Museum Wiesbaden

Die Nester werden auf Inseln oder in anderen, für Bodenfeinde schwer zugänglichen Uferbereichen errichtet. Sie sind meist von Wasser umgeben und bestehen aus Pflanzenmaterial der Ufervegetation. Die Eiablage erfolgt ab Mitte Mai bis Mitte Juni. Das Gelege besteht aus 1 bis 3 Eiern, die auf olivgrünem oder braunem Grund dunkel gefleckt sind. Sie messen etwa 42 × 30 mm und wiegen 19–20 g. Die Brutzeit dauert 21–23 Tage. Die Küken werden von beiden Eltern gefüttert und sind nach 21–24 Tagen flügge.

## Wanderungen
Die Art überwintert an den Küsten Westeuropas, des Mittelmeergebietes, auf dem Kaspischen Meer sowie im Norden des Roten Meeres und des Persischen Golfes. In milden Wintern überwintern im niederländischen IJsselmeer mehrere tausend Zwergmöwen und seit den 1990er Jahren gibt es auch in den küstennahen Nordseeregionen Deutschlands regelmäßig Überwinterungsbestände von bis zu 1.800 Individuen.
Die nordamerikanische Population überwintert an der Ostküste der USA.
Der Abzug aus den Brutgebieten erfolgt ab Juli, in Mitteleuropa ist der stärkste Durchzug Ende August bis Anfang September zu verzeichnen, letzte Durchzügler werden meist im Oktober, selten auch noch im November beobachtet. Der Wegzug erfolgt in breiter Front nach Südwest bis West-Südwest entlang der Küsten, aber auch durch das europäische Binnenland, dort erfolgen die meisten Nachweise auf dem Zug auf größeren Seen. Dabei kommt es zu Zugverdichtungen zum Beispiel der Schwarzmeerküste, am Bosporus und im Norden der Türkei sowie an der Nordseeküste der Niederlande und Belgiens. Der Heimzug durch Mitteleuropa beginnt im März und erreicht seinen Höhepunkt Ende April bis Anfang Mai, dann treffen die Vögel auch an den Brutplätzen ein.

## Bestand und Gefährdung
Die IUCN gibt den Weltbestand für 2002 grob mit 0,57–1,7 Millionen Individuen an. Die Art ist laut IUCN ungefährdet.

## Belege

## Sonstige Weblinks
- Zwergmöwe (Hydrocoloeus minutus) bei Avibase
- Zwergmöwe  (Hydrocoloeus minutus) auf eBird.org
- xeno-canto: Tonaufnahmen – Zwergmöwe (Hydrocoloeus minutus)